# Raphaël Callandreau
Raphaël Callandreau est un auteur-compositeur-interprète, pianiste, comédien et chanteur français né en 1979.

## Biographie
Pianiste de formation, il débute dans le milieu du spectacle musical en 2000 avec "En passant chez Monsieur Gainsbourg" et poursuit sa carrière en tant que chanteur, comédien, pianiste, accordéoniste et parfois danseur avec des spectacles musicaux pour adultes comme pour enfants.
Il crée en 2004 son personnage scénique : Raphou, avec un spectacle de chansons intitulé "le Raphou Show" qu'on a pu voir dans les salles parisiennes spécialisées chansons et "one-man show". Il joue "Raphou en liberté" de janvier à juin 2011 au Théâtre du Point-Virgule.
De 2011 à 2014, il coécrit "Naturellement Belle" et arrange les chansons des "Divalala".
Il créera ensuite, textes et musiques, les pièces de théâtre musical : Fausse Moustache, Le Malade imaginaire en la majeur, Ego-système le musée de votre existence.
En 2016, il crée sur Youtube la chaîne Naturellement Musical. Pendant la crise sanitaire du Covid 19 en 2020, il y poste pendant le premier confinement une vidéo par jour, entre le 17 mars et le 12 mai, sous le titre "La chanson de 18h18", puis il reprend du 17 octobre au 15 novembre lors du second confinement sous le titre "La chanson de 20h59". Du 15 mars 2021 au 22 janvier 2022, il y propose une dernière série "À vous de jouer" faisant participer ses abonnés.

## Chansons
- 2004 : le Raphou Show première version au Chat noir, à l'Essaïon, à la Reine Blanche (Paris)
- 2005 : sortie de l'album "Acte 1 : Raphou"
- 2007 : sortie de l'album "Acte 2 : je suis en train de devenir flou"
- 2007 : le Raphou Show nouvelle version à la Reine Blanche, les Blancs Manteaux, le Caveau de la République (Paris)
- 2008 : auteur compositeur pour Maud Leguénédal
- 2009 : le Raphou Show à la Comédie des Trois Bornes
- 2009 : chanson "Tous devenus des clowns" (musique Jérôme Sétian) pour l'album "Tous les enfants du monde" au profit de la lutte contre le cancer
- 2010 : sortie de l'album "Acte 3 : lon lère lon la"
- 2011 : "Raphou en Liberté" au Théâtre du Point-Virgule
- 2012 : "Si je suis en retard c'est à cause de la neige" (concerts à Paris)

## Spectacles musicaux sur scène

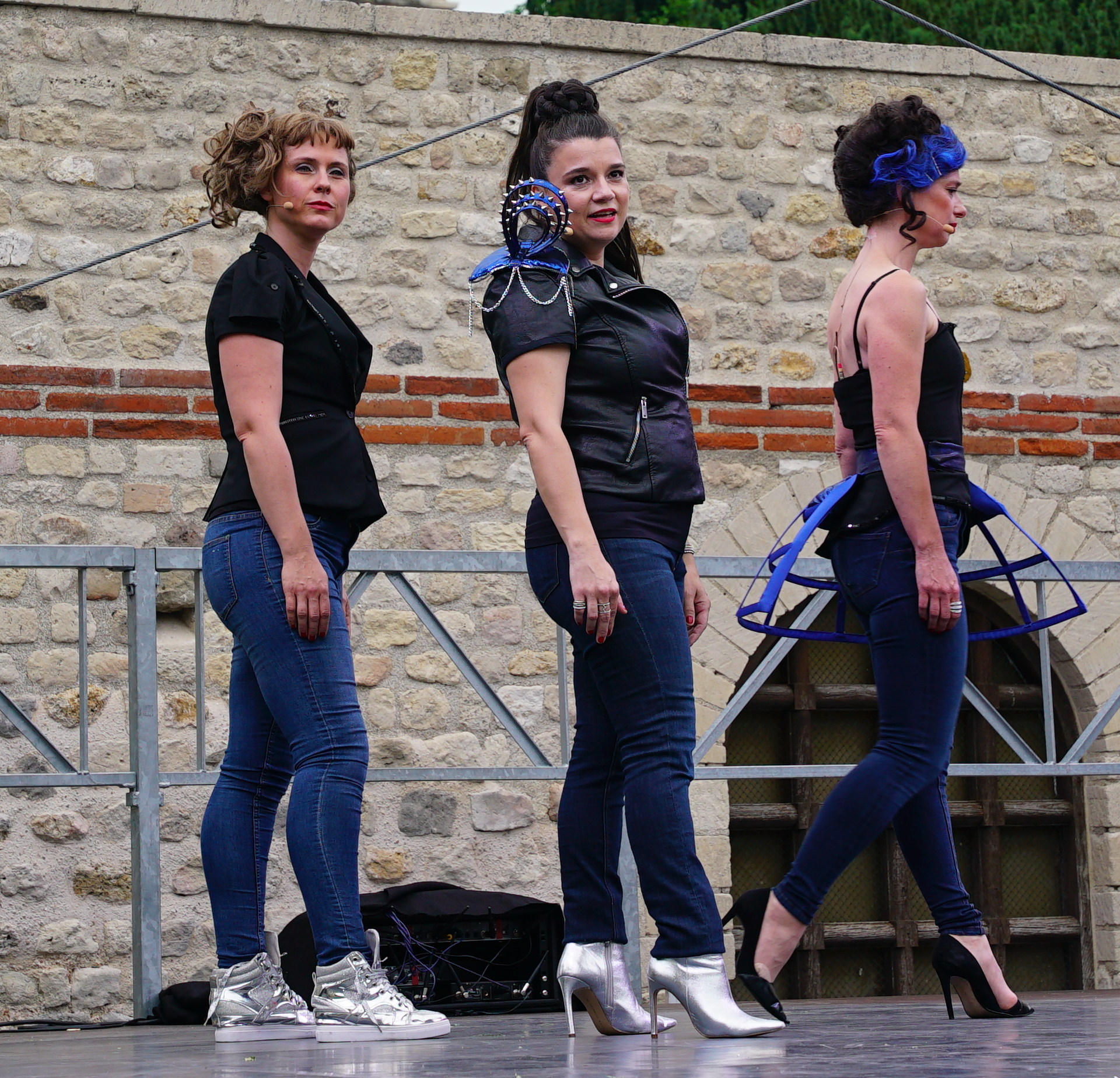
Les Divala interprétant Femme femme femme.

- 2000 : En passant chez monsieur Gainsbourg (arrangeur, chanteur, pianiste)
- 2001 : Le Cabaret des Filles de Joie (comédien, pianiste)
- 2002 : Improvocations (Comédien, pianiste)
- 2003 : Guitry en actes et en chansons (Comédien, chanteur, pianiste)
- 2006 : la mégère à peu près apprivoisée (compositeur, comédien, chanteur, rôle de Hortensio)
- 2007 : Une partie de cache-cache (compositeur, pianiste)
- 2007 : L'heureux tour de Jérôme Sétian (comédien, pianiste, choriste)
- 2008 : Les trois petits vieux qui ne voulaient pas mourir de Suzanne Van Lohuizen (compositeur, accordéoniste)
- 2009 : Coups de Foudre (arrangeur, directeur musical, pianiste)
- 2009 : J'suis vert (de et avec Sophie Forte), (comédien, pianiste)
- 2012 - 2018 : Naturellement belle (coauteur avec Rachel Pignot, compositeur, interprète) mise en scène Yves Pignot
- 2012 - 2015 : Les Divalala "Chansons d'amour traficotées" (arrangeur, directeur musical)
- 2013 - aujourd'hui : L'Expérience inédite (auteur, compositeur, improvisateur)
- 2015 - 2017 : Fausse moustache, la comédie musicale (auteur, compositeur, metteur en scène)
- 2016 - 2018 : Les Divalala "Femme Femme Femme" au Trévise, Ménilmontant et Palais des Glaces (arrangeur, directeur musical)
- 2016 - aujourd'hui : J'ai mangé du Jacques[1] (interprète, arrangeur)
- 2018-aujourd'hui : Le Malade imaginaire en la majeur (auteur, compositeur, metteur en scène, interprète) Comédie des Trois Bornes, Comédie Bastille, Théâtre des Muses, Théâtre de Jeanne, Condition de Soies
- 2018-aujourd'hui : Ego-système, le musée de votre existence, Opéra de Saint-Étienne, théâtre Essaïon  (auteur, compositeur)
- 2021-aujourd'hui : Les Divalala "C'est Lalamour !" au Palais des Glaces, Au Grand Point-Virgule (arrangeur, directeur musical)
- 2020 : "Oh Punaise !", comédie musicale de rue, Villes de Saint-Denis, Epinay-sur-Seine, Stains
- 2024 : Le Puzzle de Cerbère, Grenier de Bougival, Opéra de Saint-Etienne

## Participations
- 2005 : (danseur) Le Héros de la famille, film de Thierry Klifa
- 2007 : (danseur) Le Chant du lamentin, court métrage de Leilani Lemmet
- 2009 : (auteur, compositeur) Et toi ?, court métrage de Méliane Marcaggi
- 2010 : (compositeur) Le Magicien d'Oz, pièce pour enfants de Virginie Dano (Théâtre du jour, Agen)
- 2011 : (comédien pianiste) Le Grand Restaurant 2 de et avec Pierre Palmade
- 2014 : (compositeur) Réponse à une petite fille noirTe de Malou Vigier
- Depuis 2018, il est directeur artistique de la compagnie « La voix du poulpe ».
- 2022 : (compositeur) Les Muses, de Claire Couture et Mathilde Le Quellec, mise en scène Stanislas Grassian

## Distinctions
- Prix de la Madeleine du Festival Scénoblique : 2007 pour la pièce "Dieu du Hasard !", 2018 pour la pièce "Décharge Nord-Ouest"
- Nomination aux Trophées de la Comédie Musicale 2019, Partition et Mise en scène pour la pièce Le Malade Imaginaire en la majeur
- Lauréat aux Trophées de la Comédie Musicale 2023, Partition et Livret pour La pièce Ego-système, le musée de votre existence